# Basklarinet

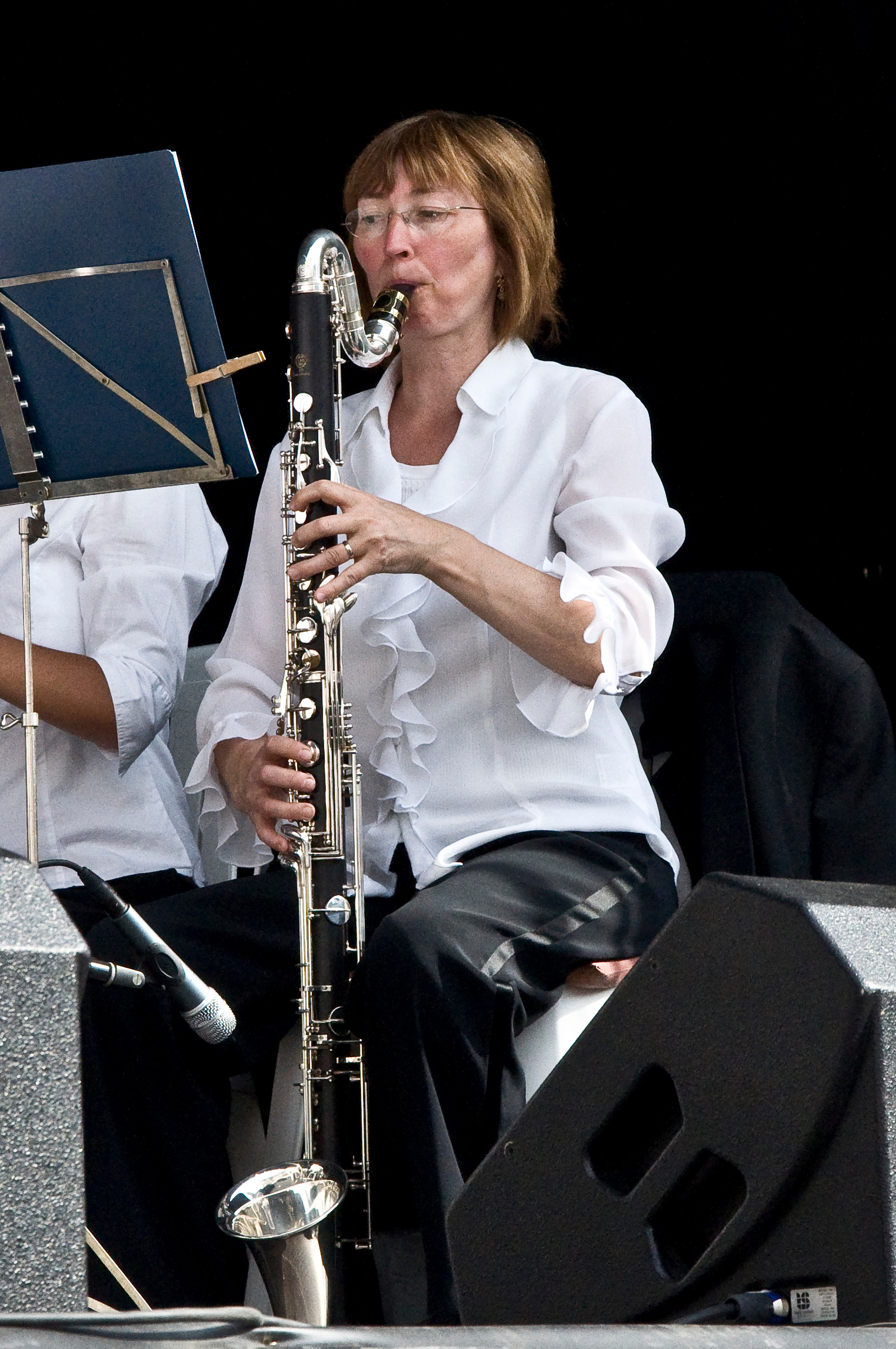
Een basklarinet met lage C, Frans systeem

De basklarinet is een lage (bas)variant van de klarinet die zijn definitieve vorm kreeg door Adolphe Sax.

## Geschiedenis
De klarinettist Anton Stadler, die veel met Mozart optrok, had klarinetten laten maken, zogenaamde bassetklarinetten, die vier halve tonen lager konden spelen dan een gewone klarinet. Dit instrument dient niet verward te worden met de bassethoorn, dit is een lager instrument uit de klarinetfamilie, ongeveer te beschouwen als de tenor van de familie. Mozart gebruikte de bassetklarinet in zijn beroemde klarinetconcert, maar ook in het klarinetkwintet en in de opera "Così fan tutte". Na Mozart verdween de interesse voor dit type klarinet, al heeft Süssmayr, die het requiem van Mozart voltooide, nog een eerste deel van een bassetklarinetconcert geschreven. Stadler noemde zijn klarinet basklarinet. De term bassetklarinet is van recente datum, om verwarring met de huidige basklarinet te vermijden.
Adolphe Sax bedacht een nieuw kleppensysteem met 24 kleppen. Er bestond blijkbaar al zoiets als een 'basklarinet', maar die stelde niet veel voor. Het was waarschijnlijk een poging tot het verbeteren van de contrabassethoorn. In 1834 presenteerde Sax deze ‘basklarinet’ met zijn 24-kleppensysteem. Hij verbeterde deze basklarinet doordat hij de ergonomische ligging van de kleppen verbeterde. Doorgaans staat een basklarinet in Bes, net als de gewone Bes-klarinet, maar dan een octaaf lager.
De saxofoon die Adolphe Sax ontwikkelde werd pas voltooid in 1841. Aangezien hij de basklarinet zo had verbeterd dat deze zo goed als af was in 1834, wil dat dus zeggen dat de basklarinet er al eerder was dan de saxofoon.
De eerste vermelding van een basklarinet duikt op in een Parijse krant van 11 mei 1772. Daarin wordt verteld dat Gilles Lot een instrument gebouwd heeft dat hij "basse tube" noemt. Uit de verdere beschrijving van dit instrument blijkt dat het om een basklarinet gaat. Hierdoor zouden we Gilles Lot kunnen beschouwen als de uitvinder van de basklarinet, maar zeker is het niet. Waarschijnlijk heeft Gilles Lot een soort van verbetering gemaakt van de bassethoorn die twee jaar eerder was uitgevonden en noemde hij het een basklarinet.
Toch wordt Adolphe Sax algemeen beschouwd als dé ontwerper van de basklarinet.

## Bereik van de basklarinet
Een moderne basklarinet heeft een groter bereik dan een klarinet: in de laagte is de lage C gewoonlijk de laagste toon, goedkopere instrumenten gaan slechts tot laag Es. Met de lage C gaat de basklarinet net zo laag als de fagot, maar de basklarinet heeft in die laagte meer dynamische mogelijkheden.
In de hoogte hangt het van de kunde van de speler af waar het bereik ophoudt. Vier octaven is een heel gewone omvang, maar de beste spelers komen tot vijf octaven, waarmee de basklarinet het blaasinstrument met het grootste bereik is.
Er zijn twee verschillende kleppensystemen op klarinetten, zo ook op de basklarinet: het Franse systeem en het Duitse systeem. Laatstgenoemde klarinetten hebben ook een iets nauwere boring en een scherper gebogen halsje.

## De basklarinet in orkesten en ensembles
- De basklarinet hoort tot de standaardbezetting van een modern harmonieorkest.
- In muziek voor symfonieorkesten komt sinds eind negentiende eeuw regelmatig een basklarinetpartij voor. Deze partij wordt dan vaak ingevuld door een van de besklarinettisten, tenzij de basklarinet "doorlopend" aangewend wordt. Dan komt er een speler bij enkel voor dit instrument.
- Sommige klassieke componisten negeerden de basklarinet vrijwel geheel, terwijl onder anderen Hector Berlioz, Richard Wagner, Gustav Mahler, Richard Strauss, Igor Stravinsky, Karel Boits en Maurice Ravel dit instrument veelvuldig voorschreven.
- Klarinettenkoren tellen altijd één of meer basklarinettisten, en zelfs nog lagere instrumenten.

## De basklarinet als solo-instrument
Sinds de tweede helft van de 20e eeuw heeft de basklarinet ingang gevonden als solo-instrument. Dit is te danken aan de inspanningen van eerst de Tsjech Josef Horák, maar vooral door de Nederlandse virtuoos Harry Sparnaay. Hij schreef alle componisten die hij van naam kende een brief met een verzoek om een stuk voor hem te componeren. Naarmate steeds meer componisten uitvoeringen van dergelijke werken hoorden, kwamen er steeds meer bij, voor basklarinet solo, basklarinet met één of meer andere instrumenten en voor basklarinet(ten) in allerlei grotere combinaties. Onder anderen Iannis Xenakis, Ton de Leeuw, Jos Kunst en Luciano Berio hebben stukken voor het instrument geschreven. De Nederlandse componist Kees Vlak schreef in 1982 zijn Concerto for Bass Clarinet, voor basklarinet en harmonieorkest. Pierluigi Billone componeerde een werk voor twee basklarinetten: 1+1=1.
Ook in de jazz is de basklarinet steeds vaker te horen. Pionier was Eric Dolphy, later hebben David Murray en Louis Sclavis concerten en platen geproduceerd op basklarinet. In 2014 startten Fie Schouten en Tobias Klein het tweejaarlijkse Basklarinet Festijn.
1. ↑  (en) Basklarinet. Geraadpleegd op 16 januari 2024.